# Ice Road
Série
Ice Road: Vengeance
(2025)
Pour plus de détails, voir Fiche technique et Distribution.
Ice Road ou Piège de glace au Québec (The Ice Road, littéralement « La route de glace ») est un thriller d'action américain écrit et réalisé par Jonathan Hensleigh, sorti en 2021.
Il sort sur Netflix dans certains pays comme les États-Unis et au cinéma sur d'autres territoires. Malgré les résultats négatifs au box-office mondial, il connaît une suite, Ice Road: Vengeance (2025).

## Synopsis
Dans la province du Manitoba au Canada, une explosion frappe la mine de diamants de Katka qui s'effondre et piège 26 personnes, avec très peu d'air. À Pembina (Dakota du Nord), Goldenrod, propriétaire d'une entreprise de transport routier est contacté par les exploitants de la mine pour convoyer à travers des routes dangereuses un chargement d'explosif et de matériel de secours nécessaire pour sauver les hommes prisonniers de la roche. Il fait alors appel à Mike et à Tantoo, des conducteurs chevronnés de semi-remorque pour faire partie d'un convoi périlleux qui va emprunter une "Route de glace" construite sur un lac gelé. En plus des évènements climatiques (dégel, tempêtes) et des contraintes liées au froid, l'équipe de sauvetage va découvrir que le véritable danger est ailleurs.

## Fiche technique
- Titre original : The Ice Road
- Titre français : Ice Road
- Titre québécois : Piège de glace
- Réalisation et scénario : Jonathan Hensleigh
- Direction artistique : David Best
- Décors : Arvinder Greywal
- Costumes : Heather Neale
- Photographie : Tom Stern
- Musique : Max Aruj
- Montage : Douglas Crise
- Production : David Buelow, Al Corley, Lee Nelson, Shivani Rawat, Bart Rosenblatt et David Tish 
  - Coproduction : Cary Davies et John Leonetti
  - Production déléguée : Jonathan Dana, Connor Flanagan, Julie Goldstein, Adam M. Lebovitz, Monica Levinson, Keith Ray Putman, Andrew C. Robinson et Jared Underwood
- Sociétés de production : CODE Entertainment, ShivHans Pictures et Envision Media Arts
- Sociétés de distribution : Netflix (États-Unis) ; VVS Films (Canada), Metropolitan Filmexport (France)
- Budget : n/a
- Pays de production :  États-Unis
- Langue originale : anglais
- Format : couleur — 2,35:1
- Genres : action, thriller, road movie
- Durée : 108 minutes
- Dates de sortie[3] :
  - États-Unis : 25 juin 2021 (sur Netflix)
  - Québec : 25 juin 2021 (sur internet)
  - France : 4 août 2021 (au cinéma)
- Classification[4] :
  - États-Unis : PG-13

## Distribution
- Liam Neeson (VF : Frédéric van den Driessche ; VQ : Éric Gaudry) : Mike McCann
- Laurence Fishburne (VF : Saïd Amadis ; VQ : Guy Nadon) : Goldenrod
- Amber Midthunder (VF : Rebecca Benhamour) : Tantoo
- Benjamin Walker (VF : Bruno Choël) : Tom Varnay
- Marcus Thomas (en) (VF : Christophe Lemoine ; VQ : Patrice Dubois) : Gurty McCann
- Holt McCallany (VF : Éric Herson-Macarel ; VQ : Louis-Philippe Dandenault) : Rene Lampard
- Martin Sensmeier (VF : Benjamin Penamaria ; VQ : Fayolle Jean Jr) : Cody Mantooth
- Matt McCoy (en) (VF : Bernard Lanneau ; VQ : Jacques Lavallée) : George Sickle
- Matt Salinger (VF : Philippe Catoire ; VQ : Denis Mercier) : le PDG Thomason
- Chad Bruce (VF : Tanguy Goasdoué) : Mankins
- Adam Hurtig (VF : Sébastien Lemoine) : Fred Ford

 Source et légende : version française (VF) sur RS Doublage

## Production

### Tournage
Le tournage débute à Winnipeg, en février 2020. Il a également lieu dans l'Île-des-Chênes et à Gimli dans le Manitoba,,,.

### Musique
Jonathan Hensleigh a demandé au label Big Machine de créer une bande originale multi-genre pour son film. Scott Borchetta (en), fondateur de ce label, voulait une chanson à la psychobilly servant de base pour la bande originale, et a contacté à Nikki Sixx pour la produire administrativement. De ce fait, Nikki Sixx rassemble le supergroupe L.A. Rats (en) avec Rob Zombie, John 5 et Tommy Clufetos, et ils sortent la chanson I've Been Everywhere (en), le 21 mai 2021. Le 26 mai, Gary LeVox (en) fait un début solo avec sa chanson We Got Fight, dans le générique fin,. L'album contient également des chansons signées Johnny Cash, The Cars, Dave Dudley (en), Hank Snow et Kathy Mattea.
| 1.  | All I Do Is Drive (Johnny Cash)                  | Jason Isbell                                           | 2:50 |
| 2.  | Rubber Meets the Road                            | Brantley Gilbert et Tyler Hubbard                      | 2:34 |
| 3.  | Eighteen Wheels and a Dozen Roses (Kathy Mattea) | Carly Pearce                                           | 3:12 |
| 4.  | I've Been Everywhere (en) (Hank Snow)            | L.A. Rats (en)                                         | 3:59 |
| 5.  | We Got Fight                                     | Gary LeVox                                             | 3:34 |
| 6.  | I'm Moving On (Hank Snow)                        | Miranda Lambert                                        | 3:11 |
| 7.  | Six Days on the Road (Dave Dudley)               | The Cadillac Three                                     | 2:50 |
| 8.  | Don't Come Lookin'                               | Jackson Dean                                           | 3:07 |
| 9.  | Hurricane                                        | Luke Combs                                             | 3:43 |
| 10. | Heart Made of Steel                              | The Assassinzs (avec John Carter Cash et Robin Zander) | 4:35 |
| 11. | All Coming Down                                  | Mark Collie et Allison Moorer                          | 3:13 |
| 12. | Drive (The Cars)                                 | Tim McGraw                                             | 3:58 |

## Accueil

### Dates de sortie
En mars 2021, Netflix acquiert les droits de distribution du film pour le sol américain pour 18 millions de dollars. Il est diffusé dès le 25 juin 2021 sur la plateforme. Les distributeurs varient dans les autres pays. Alors qu'au Royaume-Uni, il sort sur Amazon Prime Video.
En France, le film est distribué par Metropolitan FilmExport et sort au cinéma le 4 août 2021.

### Critiques
Aux États-Unis, le film a des retours plutôt négatifs. Sur le site Web de l'agrégateur de critiques Rotten Tomatoes, le film détient une note d'approbation de 42 % sur la base de 69 critiques, avec une note moyenne de 4,8/10. Le consensus critique du site Web se lit comme suit : « Liam Neeson reste un héros d'action de premier plan ; malheureusement, comme un certain nombre de ses récentes sorties de genre, Ice Road est une descente pavée de prévisibilité ». Sur Metacritic, le film a un note moyenne pondérée de 42 sur 100 basée sur 24 critiques, indiquant « des critiques mitigées ou moyennes ».
En France, les retours sont similaires. Sur Allociné, il obtient une note mitigée, 2,8/5 selon la presse (pour 12 critiques collectées).

### Box-office
| Pays ou région | Box-office     | Date d'arrêt du box-office | Nombre de semaines |
| -------------- | -------------- | -------------------------- | ------------------ |
| France         | 80 634 entrées | 14 septembre 2021          | 6                  |
| Total mondial  | 6 585 022 $    | -                          | -                  |